# Kosmos 2391
Kosmos 2390, ruski vojni komunikacijski satelit iz programa Kosmos. Vrste je Strijela-3 (br. 150 L (450)).
Lansiran je 8. srpnja 2002. godine u 06:35 s kozmodroma Pljesecka u Rusiji. Lansiran je u nisku orbitu oko planeta Zemlje raketom nosačem Kosmos-3M 11K65M. Orbita mu je 1468 km u perigeju i 1508 km u apogeju. Orbitna inklinacija mu je 82,49°. Spacetrackov kataloški broj je 27465. COSPARova oznaka je 2002-036-B. Zemlju obilazi u 115,72 minute. Mase je 200 kg.
Strijela-3 su sateliti namijenjeni vojnim i vladinim komunikacijama. Bili su jednostavni sustav pohrane-ispuštanja posebice koristan u prosljeđivanju (relejno) neesencijalna prometa između Ruske Federacije i prekomorskih postaja ili snaga.
Jedan je od dvaju lansiranih satelita lansiranih 8. srpnja 2002. godine.

## Vanjske poveznice
- N2YO.com Search Satellite Database
- Celes Trak SATCAT Format Documentation (engl.)
- Kunstman  Arhivirana inačica izvorne stranice od 12. kolovoza 2019. (Wayback Machine) Satellites in Orbit (engl.)